# Polystichum liui
Polystichum liui är en träjonväxtart som beskrevs av Ren-Chang Ching. Polystichum liui ingår i släktet Polystichum och familjen Dryopteridaceae. Inga underarter finns listade.